# Bourse subcutanée calcanéenne
 (octobre 2023).
La bourse subcutanée calcanéenne (ou bourse sous-cutanée calcanéenne) est une bourse synoviale du membre inférieur située au niveau de la cheville.

## Description
La bourse subcutanée calcanéenne est située entre la tubérosité du calcanéum et la peau.